# Vin sec

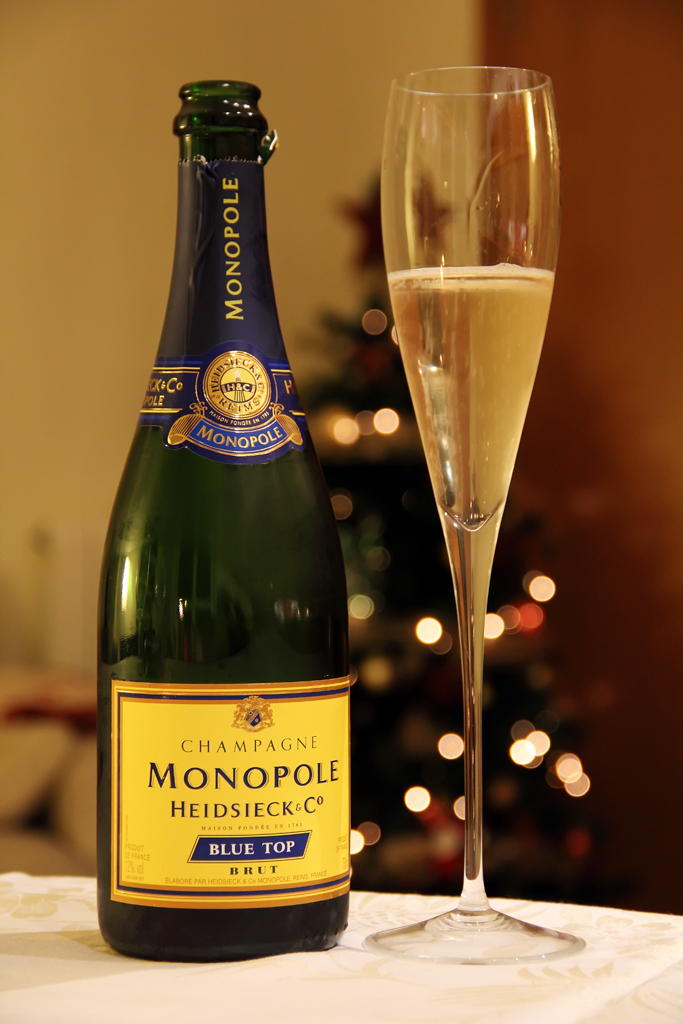
Champagne brut désignation d'un vin sec.

Un vin sec est un vin dont la teneur en sucres naturels est inférieure à 2 grammes par litre. Dans le cas d'un vin effervescent, la référence est la teneur en sucre de la liqueur de dosage (titrant entre 17 g et 35 g par litre de liqueur). Au-delà de ces teneurs, il s'agit de vin demi-sec, vin moelleux et vin liquoreux.